# Doomsday for the Heretic
Doomsday for the Heretic ist das zweite Studioalbum der Gruppe Metal Inquisitor aus dem Jahr 2005.

## Titelliste
1. Recall of the Heretical Past – 0:55
2. Doomsday for the Heretic – 5:50
3. Restricted Agony – 4:04
4. Thane of Cowder – 3:48
5. Star Chaser – 4:17
6. Midnight Rider – 5:10
7. Legion of Grey – 2:48
8. Infamia – 8:10
9. Logan's Run – 4:28
10. M4-A1 – 4:37
11. Invader – 3:42
12. Bad Boys Hardrock Police – 4:45

## Geschichte
Seit Metal Inquisitor drei Jahre zuvor ihr Album The Apparition veröffentlichten, unterstützten sie mit einer Reihe von kleineren Auftritten das Erscheinen ihres neuen Albums Doomesday for the Heretic.
Dabei traten sie unter anderem mit Bands wie „Blitzkrieg“ und „Desaster“ auf, spielten auf Festivals wie dem „Headbangers Open Air“ und dem „Keep it True“. Obendrein hatten sie auch noch Probleme mit ihrem alten Label, das sie plötzlich ohne einen Vertrag ließ. Trotzdem arbeiteten sie an ihrem neuen Album weiter und konnten schließlich – kurz vor Fertigstellung ihres neuen Albums – mit „Hellion Records“ doch ein neues Label finden.

## Musik
Höhepunkte des Albums sind Doomsday for the Heretic (zu Deutsch: „Der Ketzer jüngster Tag“), das dem Album seinen Namen gab, das flotte Thane Of Cowder (zu Deutsch: „Gefolgsmann des Cowder“), das kurze Legions Of Grey (zu Deutsch: „Die grauen Legionen“) und das achtminütige, stark an Iron Maiden erinnernde Infamia (zu Deutsch: „Unverschämtheit“).
Erwähnenswert sind auch noch die beiden letzten Stücke: Mit Invader (englisch für „Eindringling“) weisen Metal Inquisitor ihre musikalische Nähe zum traditionellen New Wave of British heavy Metal direkt durch ein Cover des bekannten Judas-Priest-Stückes nach. Das letzte Stück heißt Bad Boys Hardrock Police und lehnt sich an Klänge des Hard Rocks von AC/DC an.